# Khe Tre
Khe Tre là một xã thuộc thành phố Huế, Việt Nam.

## Địa lý
Thị trấn Khe Tre có vị trí địa lý:
- Phía đông giáp xã Hương Lộc
- Phía tây giáp xã Hương Xuân
- Phía nam giáp các xã Hương Lộc, Hương Xuân, Thượng Lộ
- Phía bắc giáp xã Hương Phú.

Thị trấn Khe Tre có diện tích 4,35 km², dân số năm 2020 là 4.379 người, mật độ dân số đạt 1.006 người/km².

## Hành chính
Thị trấn Khe Tre được chia thành 5 tổ dân phố: 1, 2, 3, 4, 5.

## Lịch sử
Ngày 17 tháng 3 năm 1997, Chính phủ ban hành Nghị định số 22-CP về việc thành lập thị trấn Khe Tre – thị trấn huyện lỵ của huyện Nam Đông trên cơ sở điều chỉnh 435 ha diện tích tự nhiên và 3.725 người của xã Hương Lộc.
Ngày 30 tháng 11 năm 2024:
- Quốc hội ban hành Nghị quyết số 175/2024/QH15[4] về việc thành lập thành phố Huế trực thuộc trung ương trên cơ sở toàn bộ diện tích và dân số tỉnh Thừa Thiên Huế (nghị quyết có hiệu lực từ ngày 1 tháng 1 năm 2025).
- Ủy ban Thường vụ Quốc hội ban hành Nghị quyết số 1314/NQ-UBTVQH15[5] về việc sắp xếp đơn vị hành chính cấp huyện, cấp xã của thành phố Huế giai đoạn 2023 – 2025 (nghị quyết có hiệu lực từ ngày 1 tháng 1 năm 2025). Theo đó, sáp nhập thuộc huyện Nam Đông vào huyện Phú Lộc. Khi đó, thị trấn Khe Tre thuộc huyện Phú Lộc, thành phố Huế.

## Du lịch
- Thác Mơ Nam Đông
- Làng dân tộc Cơ-tu
- Vườn quốc gia Bạch Mã